# Klingon hajók
Ezeket a hajókat a kitalált Star Trek univerzumbeli  Klingon Birodalom, illetve annak védelmi szervezete, a Klingon Védelmi Erők építette és üzemelteti.

## A klingon hajókról általában

### Történet
Nem tudni, hogy a Klingon Birodalom mikor jutott olyan technikai szintre, hogy képessé vált elhagyni saját bolygóját, de 2151-re már térhajtómű-technológiával is rendelkeztek. Az első ismert, csillagközi utazásra is alkalmas hajóik a korai Ragadozómadár, a D5 és az un. Tanker osztályok voltak. Ez utóbbi a D5 osztály teherszállításra átalakított változata volt. A 2140-es években hozták létre a kiöregedett D5-ösök leváltására a később híressé vált D7-es osztályt. Ez az első klingon hajótípus, mely a romulánok révén álcázóberendezést kapott. Az osztály aztán hosszú ideig szolgálatban maradt, 2267-re egy jelentős felújításon is át esett, ám még így sem vehették fel a versenyt a Föderáció új hajóival, ezért helyüket az új K'T'Inga osztály vett át, mely alakjában csaknem teljesen megegyezett elődjével. 2277-től azonban a Csillagflottának egy új, rendkívül hatékony hajóval is számolnia kellett, ez volt a Ragadozómadár. Ez a típus kialakításában olyannyira hatásos volt, hogy a klingonok megpróbálták az utolsó bőrt is lehúzni a konstrukcióról, gyakran egészen extrém altípusokat is létrehozva. Ez az út azonban járhatatlannak bizonyult, ezért 2340-ben a klingon vezetés egy teljesen új koncepciójú hajó tervezésébe kezdett, melyet erősen inspirált az akkoriban még csak tervezés alatt álló föderációs Ambassador-osztály. Azonban a projekt óriási késéseket szenvedett, több baleset is történt és ezért több rendszert is meg kellett változtatni. Az eredmény az lett, hogy az új Vorcha osztály végül is gyengébb lett, mint ellenfele, ráadásul később is készült el annál. Ennek ellenére jól be vált, s ma is a klingon hadsereg fő támadó erőit jelentik ezek a cirkálók. Az igazi áttörést az új klingon csatahajó, a Negh'Var 2368-as elkészülése jelentette, mely a Borg kocka hajóit leszámítva a legnagyobb és legerősebb típus a kvadránsban.

### Elrendezés és felépítés
A klingon hajók felépítése gyakorlatilag nem változott az eltelt majd' 300 év alatt. A hajóik erősen madárra emlékeztetnek, a nagyobb hajóknál a térhajtómű tekercseit általában a szárnyakra szerelik. A kisebb hajóknál a hajótest hátsó részébe integrálják, bár a korai Ragadozómadár esetében a technológiai fejlettségük miatt még kénytelenek voltak azt a hajótesten kívül, pilonokon elhelyezni. Maga a hajótest három részből áll, egy központi egységből, a belőle kinyúló nyaki részből, és az annak végén elhelyezett fejből. A központi rész elsősorban a gépházat és a raktárakat, illetve egy hátrafelé néző torpedóvetőt tartalmazz, nagyobb hajók esetén még hangárt, vagy akár legénységi szállásokat, és egyéb "kényelmi" egységeket is tartalmazhat. Ebből a részből nyúlnak ki a szárnyak, melyek a kisebb, Ragadozómadár-szerű hajóknál mozgathatóak, így a bolygókra történő leszállást is lehetővé teszik. A nyaki rész általában a szállásokat, és a legénységet kiszolgáló létesítményeket tartalmazza. A hajó eleje, a "fej" hordozza a parancsnoki hidat, és egy elülső fotontorpedó vetőt. A klingon energia fegyver, a diszruptor nem alkalmas az egy sorban való összekötésre, mint a fézer esetében, ezért azok a nagyobb hajóknál pontszerűen vannak elhelyezve a hajótesten. A kisebb hajóknál a diszruptor ágyúk a szárnyak végein találhatóak.

## Hajótípusok, kronológiai sorrendben
- 2120 – D5 osztály
- 2125 – korai Ragadozómadár osztály
- 2130 – Tanker osztály
- 2145 – Raptor osztály
- 2146 – D7 osztály
- 2269 – K'T'Inga osztály
- 2277 – Ragadozómadár
- 2327 – B'Rel osztály – A Ragadozómadár nagyobb méretű változata.
- 2345 – K'Pak osztály – A Ragadozómadár egészen kis méretű változata.
- 2347 – Vorcha osztály
- 2363 – D'Tai osztály – A Ragadozómadár extrém méretű változata.
- 2368 – Negh'Var osztály